# Aurélien Callandret
Pas d'image ? Cliquez ici

a Compétitions nationales et continentales officielles uniquement.

b Matchs officiels uniquement.
Dernière mise à jour le 30 juin 2025.
Aurélien Callandret, né le 23 août 1997 à Chambéry (Savoie), est un joueur français de rugby à XV qui évolue aux postes d'ailier ou d'arrière.

## Biographie
Aurélien Callandret naît à Chambéry. Il commence la pratique du rugby à XV à l'âge de sept ans au club de la ville de La Motte-Servolex, le Rugby Club motterain, avant de rejoindre le SO Chambéry en cadets, parce que le club n'a plus assez de joueurs pour monter une équipe de bon niveau,. En cadets Alamercery, ressentant le besoin de changement, il arrête le rugby et se remet à la pratique du judo, discipline qu'il pratique plus jeune. Il reprend finalement le rugby à Chambéry et est sacré champion de France Bélascain, le championnat de France des moins de 21 ans non professionnels. Aurélien Callandret commence à s'entraîner avec les seniors du SO Chambéry, sans toutefois ne disputer aucune rencontre avec l'équipe première. L'ancien joueur chambérien Xavier Gaussens lui propose alors de rejoindre le centre de formation de l'US Oyonnax dont il s'occupe. Callandret dispute une saison avec les espoirs oyonnaxiens, et joue aussi au rugby à sept, disputant plusieurs tournois avec l'équipe de France à sept développement, avant de signer son premier contrat professionnel avec Oyonnax.
Il marque un doublé en demi-finales d'accession face à l'Aviron bayonnais en 2019, avant que le club ne craque en deuxième période et ne perde la rencontre,.
Au cours de la saison 2020-2021, il est le joueur le plus utilisé d'Oyonnax Rugby avec 30 matchs disputés dont 28 en tant que titulaire, pour neuf essais inscrits. En 2023, Callandret et ses coéquipiers sont sacrés champions de Pro D2 face au FC Grenoble. Il marque notamment un essai lors de la finale victorieuse.
À l'intersaison 2023, il rejoint l'Aviron bayonnais pour deux saisons, après un pré-contrat signé dès le mois de décembre 2022.
En janvier 2025, il signe un pré-contrat en faveur du FC Grenoble en vue de la saison 2025-2026.

## Palmarès
- Vainqueur du championnat de France Belascain en 2016 avec le SO Chambéry.
- Vainqueur du championnat de France de Pro D2 en 2023 avec Oyonnax Rugby.